# Disc Wobble

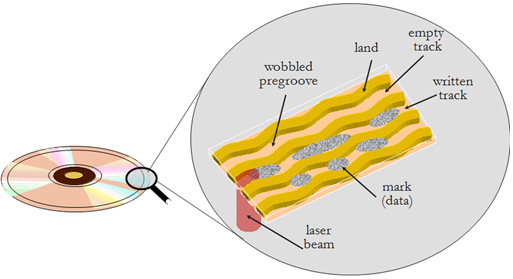
Pregroove-wobble en discs re gravables

El Disc Wobble o Wobble Groove és una tècnica desenvolupada per la Royal Philips Electronics NV per dificultar el duplicat de DVDs. El seu funcionament consisteix a codificar dades de protecció ocultes al solc del DVD. Normalment el solc del DVD forma una espiral a on està la informació de vídeo codificada. El Disc Wobble canvia la forma de l'espiral afegint una petita desviació dels pits (els "forats" que fa es fan en un CD o DVD per representar valors binaris) i els lands (que formen l'espiral), i en aquesta desviació és on està la clau d'autentificació. Aquesta desviació pot ser detectada pel reproductor, que la corregeix perquè el DVD pugui ser reproduït correctament i al mateix temps identifica el disc com a original. La seguretat consisteix en el fet que encara que el lector pot detectar el sistema, els gravadors comercialitzats no poden gravar DVD's amb aquesta desviació, ja que les eines necessàries per gravar un DVD amb Disc Wobble són molt sofisticades. El problema està en el fet que perquè aquest sistema funcioni els reproductors de DVD han d'estar preparats per detectar i descodificar aquesta clau, per tant els reproductors actuals quedarien obsolets.